# Edward Kołek
Edward Kołek (ur. 26 kwietnia 1922 w Woli Batorskiej, zm. 2 sierpnia 1966 w Warszawie) – polski górnik, komunistyczny polityk i dyplomata, ambasador w Afganistanie (1961–1966).

## Życiorys
Edward Kołek miał pochodzenie robotnicze. W 1926 jego rodzina wyemigrowała do Francji, gdzie jego ojciec podjął pracę jako górnik. W wieku 15 lat, po ukończeniu szkoły podstawowej, Kołek rozpoczął pracę w kopalni. Wstąpił wówczas do Czerwonego Harcerstwa oraz związku zawodowego górników działającego w ramach CGT. Po rozpoczęciu niemieckiej okupacji Francji wstąpił pod koniec 1940 do Związku Młodzieży Komunistycznej. Kierował tam grupą odpowiadającą za kolportowanie prasy i ulotek partyjnych oraz dokonywanie sabotaży w miejscu pracy. W maju 1941 współorganizował strajk górników z północnej Francji. W grudniu 1941 został aresztowany i skazany na trzy lata więzienia. Wyrok odsiadywał w Béthune, Douai i Éperlecques. We wrześniu 1943 udało mu się zbiec w trakcie bombardowania. W ramach działalności z Polską Grupą Francuskiej Partii Komunistycznej dowodził czterema grupami sabotażowymi w Noyelles-sous-Lens. Używał wówczas pseudonimu Albert Cot. Po wojnie ponownie pracował jako górnik. Działał wśród miejscowej Polonii. Wstąpił do Polskiej Partii Robotniczej (PPR), w tym od sierpnia 1946 jako członek egzekutywy Komitetu Okręgowego Lens.
W październiku 1947 wrócił do Polski. Do kwietnia 1948 pracował jako młodszy rębacz w kopalni „Bolesław Chrobry” w Wałbrzychu. W maju 1948 zaczął pracować w aparacie PPR, pełniąc funkcje sekretarza Komitetu Zakładowego PPR, a później Polskiej Zjednoczonej Partii Robotniczej (PZPR) w kopalni „Mieszko”, kierownika wydziału organizacyjnego Komitetu Miejskiego partii w Wałbrzychu oraz II sekretarza Komitetu Miejskiego PZPR tamże.
W 1954 ukończył dwuletnią Szkołę Partyjną przy KC PZPR, po czym został skierowany do Ministerstwa Spraw Zagranicznych. Pełnił kolejno funkcje zastępcy sekretarza generalnego Polskiej Delegacji w Międzynarodowej Komisji Nadzoru i Kontroli w Wietnamie (1954–1955), radcy poselstwa i chargé d’affaires Ambasady w Ottawie (1955–1957), radcy poselstwa w Rio de Janeiro, a później w Buenos Aires (1957–1960). W latach 1961–1966 był ambasadorem w Afganistanie.
Odznaczony Krzyżem Kawalerskim Orderu Odrodzenia Polski. Za działalność w ruchu oporu wyróżniony francuskim Krzyżem Wojennym ze srebrną gwiazdą (1948) oraz polskim Brązowym Krzyżem Zasługi (1949).
Syn Stanisława. Z żoną Stanisławą z Bruździńskich miał trójkę dzieci: Danutę, Damiana i Edwarda. Pochowany na Cmentarzu Wojskowym na Powązkach.